# Nunca digas adiós
Nunca digas adiós (título original: The Last to Go) es un telefilme estadounidense de drama de 1991, dirigido por John Erman, escrito por William Hanley y basado en el libro de Rand Richards Cooper, musicalizado por John Morris, en la fotografía estuvo Tony Imi y los protagonistas son Tyne Daly, Terry O'Quinn y Annabeth Gish, entre otros. Este largometraje fue realizado por Freyda Rothstein Productions, Interscope Communications e ITC Entertainment Group; se estrenó el 21 de enero de 1991.

## Sinopsis
Una mujer ve como las cosas que anhelaba de joven no salen como quería, esto ocurre a lo largo de 22 años cuando, primero, su marido cirujano la deja por otra mujer, y después, sus hijos, al hacerse mayores de edad, eligen rumbos distintos.